# Federația Română de Arte Marțiale de Contact
Federația Română de Arte Marțiale de Contact (FRAMC) este o structură sportivă de interes național și are competența și autoritatea să organizeze, să controleze și să conducă activitatea sporturilor de contact practicate în România (kickboxing, Kyokushinkai karate, budokai).